# 卡蘿拉·瑪爾薇娜·羅培茲·羅德里奎茲
卡蘿拉·瑪爾薇娜·羅培茲·羅德里奎茲（1982年4月17日—）是一名阿根廷跆拳道運動員，曾代表國家參加2012年倫敦奧運的女子超輕量級跆拳道比賽，並未獲得獎牌。